# Demon Days Live
A Demon Days Live a Gorillaz együttes második DVD-je, amelyet 2006. március 27-én adtak ki. A lemezen a zenekar azonos című turnéjának felvétele található. Lemezkiadó: Parlophone Records.

## Dalok
1. Intro
2. Last Living Souls
3. Kids with Guns
4. O Green World
5. Dirty Harry
6. Feel Good Inc.
7. El Manana
8. Every Planet We Reach is Dead
9. November Has Come
10. All Alone
11. White Light
12. DARE
13. Fire Coming Out of the Monkey's Head
14. Don't Get Lost in Heaven
15. Demon Days
16. Hong Kong
17. Latin Simone (Que Pasa Contigo?)

## Közreműködők
- Damon Albarn – ének, zongora

- Mike Smith – billentyűk

- Simon Tong – gitár

- Simon Jones – gitár

- Morgan Nicholls – basszusgitár

- Cass Browne – dobok

- Darren Galea – lemezjátszó

és még sokan mások.